# Kasjana
Kasjana – żeński odpowiednik imienia Kasjan o pochodzeniu łacińskim.
Odpowiedniki imienia Kasjana w innych językach:
- łacina – Cassiana[2], Cassia[3]
- francuski – Cassienne[2]
- rumuński – Casiǐana[2].

Kasjana jest w Polsce imieniem rzadkim. W styczniu 2024 w rejestrze PESEL było 190 kobiet o imieniu Kasjana nadanym jako imię pierwsze oraz 57 kobiet noszących imię Kasjana jako imię drugie.
Kasjana imieniny obchodzi 13 sierpnia.